# Val d'Europe (Marne-la-Vallée)
Cet article concerne le secteur d'aménagement. Pour l'intercommunalité, voir Val d'Europe Agglomération.
Pour les articles homonymes, voir Val d'Europe.
Val d'Europe est le nom du secteur IV, aussi appelé « secteur Est », de la ville nouvelle de Marne-la-Vallée, à 35 kilomètres à l'Est de Paris. C'est l'un des principaux centres urbains et d'affaires de l'Est de l'Île-de-France et l'un des principaux pôles touristiques d'Europe. Bordé par la Marne au nord, Val d'Europe est desservi par l'autoroute A4 au sud ainsi que par la ligne A du RER d'Île-de-France et par la ligne à grande vitesse Interconnexion Est du TGV.
Le développement du Val d'Europe est l'objet d'un projet d'intérêt général et d'un partenariat public-privé unique en France, associant l'État, les collectivités territoriales et la société Euro Disney qui exploite le complexe Disneyland Paris. Ce partenariat s'effectue dans le cadre d'une convention signée en 1987 entre le gouvernement français et la Walt Disney Company.
Le nom de Val d'Europe est également utilisé par métonymie pour désigner le quartier du centre urbain, situé au cœur du secteur et développé à partir des années 2000.

## Composition et situation
Le Val d'Europe est composé de six communes. Cinq d'entre elles — Bailly-Romainvilliers, Chessy, Coupvray, Magny-le-Hongre et Serris — forment le territoire historique du secteur IV. La sixième commune, Villeneuve-le-Comte, a rejoint le projet d'intérêt général en 2011. Les six communes, ainsi que quatre communes voisines, sont regroupées en une communauté d'agglomération, appelée Val d'Europe Agglomération (VEA).
| Nom                   | Code Insee | Intercommunalité              | Superficie (km2) | Population (dernière pop. légale) | Densité (hab./km2) |
| --------------------- | ---------- | ----------------------------- | ---------------- | --------------------------------- | ------------------ |
| Bailly-Romainvilliers | 77018      | CA Val d'Europe Agglomération | 8,72             | 7 049 (2022)                      | 808                |
| Chessy                | 77111      | CA Val d'Europe Agglomération | 5,74             | 7 242 (2022)                      | 1 262              |
| Coupvray              | 77132      | CA Val d'Europe Agglomération | 8,09             | 3 008 (2022)                      | 372                |
| Magny-le-Hongre       | 77268      | CA Val d'Europe Agglomération | 4,66             | 9 058 (2022)                      | 1 944              |
| Serris                | 77449      | CA Val d'Europe Agglomération | 5,65             | 9 988 (2022)                      | 1 768              |
| Villeneuve-le-Comte   | 77508      | CA Val d'Europe Agglomération | 19,09            | 1 869 (2022)                      | 98                 |

La majeure partie de son territoire se situe principalement entre la route départementale 934 (ancienne route nationale 34) au nord, et l'autoroute A4 Paris — Metz-Nancy au sud. Depuis cette autoroute, deux voies rapides permettent un accès direct au boulevard circulaire (route départementale 344), un boulevard périphérique formant un vaste cercle parfait, à l'intérieur duquel se trouvent la majeure partie du complexe Disneyland Paris, les terrains réservés à son expansion, mais aussi le quartier du centre urbain, construit à partir du début des années 2000 avec le centre commercial Val d'Europe. Les bourgs historiques et leurs quartiers résidentiels se situent tout autour de ce boulevard. Au sud-est se trouve le golf Disneyland, entre Magny-le-Hongre et Bailly-Romainvilliers, et un parc d'entreprises, entre le hameau de Bailly et le bourg de Serris, développé depuis 2002 sur 180 hectares, le long de l'autoroute A4. Le Disney's Davy Crockett Ranch se situe à l'extrême sud de la commune de Bailly-Romainvilliers, au sud de l'autoroute A4, tout comme la commune de Villeneuve-le-Comte qui accueille les Villages Nature. Les bourgs de Chessy et de Coupvray se situent au nord de la route départementale 934.
Val d'Europe est desservi par les sorties no 12.1, 13 et 14 de l'autoroute A4.

## Communes limitrophes
Val d'Europe compte seize communes limitrophes :
- Chalifert, Dampmart, Jossigny, Lesches et Montévrain — (communauté d'agglomération de Marne et Gondoire).
- Coutevroult, Dammartin-sur-Tigeaux, Tigeaux, Villiers-sur-Morin et Voulangis — (communauté d'agglomération Coulommiers Pays de Brie).
- Mortcerf et Neufmoutiers-en-Brie — (communauté de communes du Val Briard).
- Villeneuve-Saint-Denis, Esbly, Montry, Saint-Germain-sur-Morin — (Val d'Europe Agglomération).

Les communes de Jossigny et de Montévrain font partie du Val de Bussy, le secteur III de Marne-la-Vallée.

## Histoire
La ville nouvelle de Marne-la-Vallée est instaurée en 1969 avec la Mission d'études et d'aménagement de la Vallée de la Marne et prévoit le développement de deux pôles urbains d'importance ; le premier sur le secteur I, à Noisy-le-Grand, et le second sur le secteur IV, sur la commune de Magny-le-Hongre. D'abord porté sur ses deux premiers secteurs (Porte de Paris et Val Maubuée), le développement ralentit à la suite du premier choc pétrolier, poussant l'état à envisager un abandon du projet. Il faut attendre avril 1985 pour que le développement tende vers l'Est, avec la création d'une agglomération nouvelle sur le secteur III.
À ce moment, la société privée américaine The Walt Disney Company est en négociation avec les pouvoirs publics français en vue de la création d'un parc de loisirs Disneyland ainsi que la maîtrise de son environnement urbain, sur le site de Marne-la-Vallée. Ces négociations aboutissent à la signature, le 24 mars 1987, de la convention pour la création et l'exploitation d'Euro Disneyland en France. Signée entre l'État français, l'Epamarne, les collectivités territoriales, la RATP et The Walt Disney Company, cette convention a instauré un partenariat public-privé sans précédent en France. Initialement conclue pour une période de 30 ans, elle prévoit le développement combiné d'une destination touristique majeure en Europe, Disneyland Paris, et d'un pôle urbain et économique destiné à rééquilibrer l'Île-de-France vers l'Est.
Le secteur devient une opération d'intérêt national et son aménagement est défini par le « projet d'intérêt général pour l'aménagement du secteur IV de Marne-la-Vallée », lié à la convention. Un établissement public d'aménagement spécifique à ce secteur est créé le même jour.
Le projet d'intérêt général d'origine couvre la majeure partie des 3 233 hectares du secteur IV de l'époque, composé des communes de Bailly-Romainvilliers, Chessy, Coupvray, Magny-le-Hongre et Serris, auxquels s'ajoutent 37 hectares sur la commune de Montry, 71 hectares sur la commune de Coutevroult et 70 hectares sur la commune de Villeneuve-le-Comte. La part déléguée à la société Disney porte sur 1 945 hectares de cet ensemble.
Le fait qu'Euro Disney, détienne une option prioritaire d'achat sur 1 945 hectares de terrain en contrepartie d'un engagement à développer des quartiers de logements, de bureaux et d'activités, représente le seul cas en France, à cette échelle, d'implication d'une société privée dans l'aménagement urbain,.
Le développement de Val d'Europe prend corps à partir de 1992, avec l'ouverture de la gare de Marne-la-Vallée - Chessy, de la première desserte autoroutière, du parc à thèmes Disneyland, et des premiers hôtels à thèmes Disney. Quelques opérations de logements, développés en zones d'aménagement concerté, eurent lieu dès 1995, en périphérie des villages de Bailly-Romainvilliers, Magny-le-Hongre et Serris. Puis vint l'essor du nouveau centre urbain du Val d'Europe, à cheval sur les communes de Serris et de Chessy, à partir de l'ouverture du centre commercial international en octobre 2000 et de la gare RER de Val d'Europe en juin 2001. Cet essor s'est poursuivi depuis lors par la création de plusieurs quartiers de logements et de bureaux, avec leurs rues et leurs places emblématiques telles que la place d'Ariane et la place de Toscane.
Un avenant à la convention de 1987 est adopté le 14 septembre 2010 et officialise le projet de Villages Nature, un village de vacances de 7 000 logements, développé conjointement par Euro Disney et le groupe Pierre & Vacances-Center Parcs sur 520 hectares. Pour ce projet, l'emprise déléguée à la société Disney est étendue à 2 230 hectares et le périmètre du projet d'intérêt général du Val d'Europe est étendu sur une part importante de la commune de Villeneuve-le-Comte ; laquelle est rattachée au périmètre de compétence d'EpaFrance par décret le 13 décembre 2011.
Le 30 novembre 2016, Euro Disney lance la construction d'un bâtiment de 9 300 m2 de bureaux à Val d'Europe sur l'avenue Hergé

## Politique et administration

Logo de l'intercommunalité.

Au quotidien, ce partenariat prend donc la forme d'un « triangle de décision » entre l'État (représenté par EpaFrance - établissement public d'aménagement du secteur IV), dans son rôle d'aménageur du territoire, The Walt Disney Company (représentée par la société Euro Disney qu'elle détient à 82 %), en tant que principal développeur, et les collectivités territoriales, dans leur rôle d'administration et de gestion du territoire.
| Commune               | Maire              | Étiquette | Qualité                                                                                             |
| --------------------- | ------------------ | --------- | --------------------------------------------------------------------------------------------------- |
| Bailly-Romainvilliers | Anne Gbiorczyk     | SE        | Déléguée de Val d'Europe Agglomération                                                              |
| Chessy                | Olivier Bourjot    | DVD       | Président du conseil d'administration d'EpaFrance Délégué de Val d'Europe Agglomération             |
| Coupvray              | Thierry Cerri      | SE        | Délégué de Val d'Europe Agglomération                                                               |
| Magny-le-Hongre       | Jean-Paul Balcou   | Agir      | 1er vice-président de Val d'Europe Agglomération Secrétaire du conseil d'administration d'EpaFrance |
| Serris                | Philippe Descrouet | UDI       | 4e vice-président de Val d'Europe Agglomération                                                     |
| Villeneuve-le-Comte   | Daniel Chevalier   | DVD       | 1er vice-président à la CC de la Brie boisée                                                        |

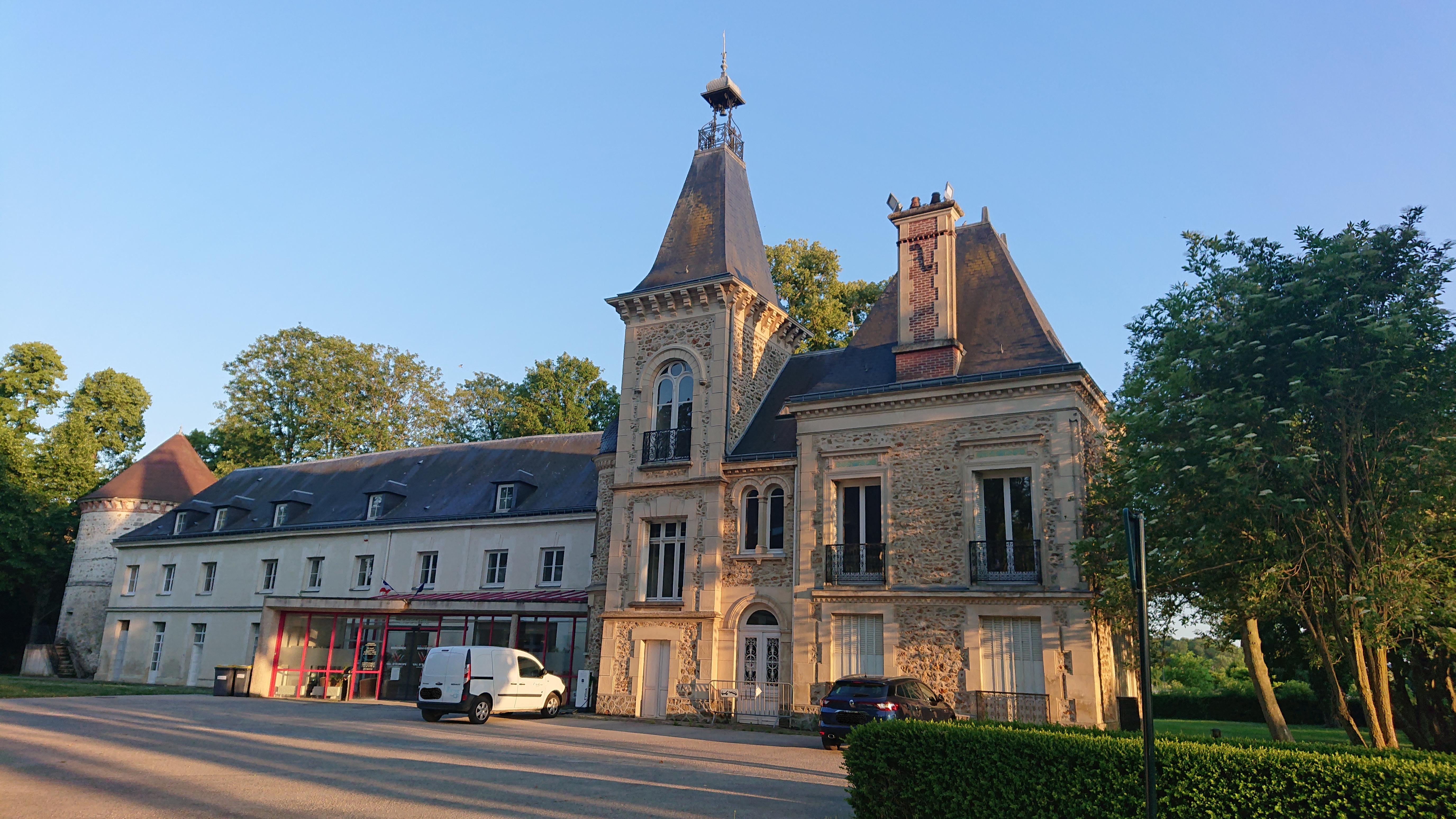
Le château de Chessy, siège de la communauté d'agglomération.

Val d'Europe Agglomération est une communauté d'agglomération créée le 1er janvier 2016. Elle succède au syndicat d'agglomération nouvelle du Val d'Europe créé le 8 juillet 1987 et regroupant les cinq communes concernées par le projet à cette époque — Bailly-Romainvilliers, Chessy, Coupvray, Magny-le-Hongre et Serris. La création du SAN faisait suite à la signature du contrat entre les pouvoirs publics et la Walt Disney Company. Ces intercommunalités successives gèrent les contributions économiques territoriales sur ces cinq communes. Arnaud de Belenet, actuel maire de Bailly-Romainvilliers, élu président du SAN en avril 2014, est le premier président de Val d'Europe Agglomération.
La commune de Villeneuve-le-Comte est rattachée au projet d'intérêt général par décret en date du 13 décembre 2011. Cette dernière, ainsi que Villeneuve-Saint-Denis, rejoignent Val d'Europe Agglomération le 1er janvier 2018.

## Démographie
Il n'existe pas de statistiques globales à l'ensemble du secteur du Val d'Europe. Les chiffres de l'Insee concernant le syndicat d'agglomération nouvelle du Val d'Europe et la commune de Villeneuve-le-Comte peuvent être consultés dans les sections correspondantes des articles concernés.

## Économie

### Disneyland Paris
Val d'Europe comprend la première destination touristique européenne, Disneyland Paris, qui a reçu 250 millions de visiteurs entre le 12 avril 1992 et l'année 2011 et un record de 16 millions pour la seule année 2012.
Il comprend deux parcs à thèmes — le parc Disneyland et le parc Walt Disney Studios — et le centre de divertissements Disney Village, sur la commune de Chessy ; le golf Disneyland, sur la commune de Magny-le-Hongre ; six hôtels, sur les communes de Chessy, Coupvray et Bailly-Romainvilliers.
L'ensemble du complexe est exploité par la société Euro Disney, principal développeur du secteur. Le siège de la société se situe dans le quartier du centre urbain, sur la commune de Chessy.

### Villages Nature
Villages Nature Paris est un village de vacances basé sur la quête d'harmonie entre l'homme et la nature et le respect des principes du développement durable. Ouvert le 1er septembre 2017, le projet est développé par la société Les Villages Natures du Val d'Europe SAS, société conjointement détenue par Euro Disney et le groupe Pierre & Vacances-Center Parcs. La zone d'aménagement de ces « villages » se situe à 6 km des parcs Disney, à l'extrême sud du Val d'Europe, dans les communes de Villeneuve-le-Comte, Bailly-Romainvilliers et Serris.

### Centre commercial Val d'Europe

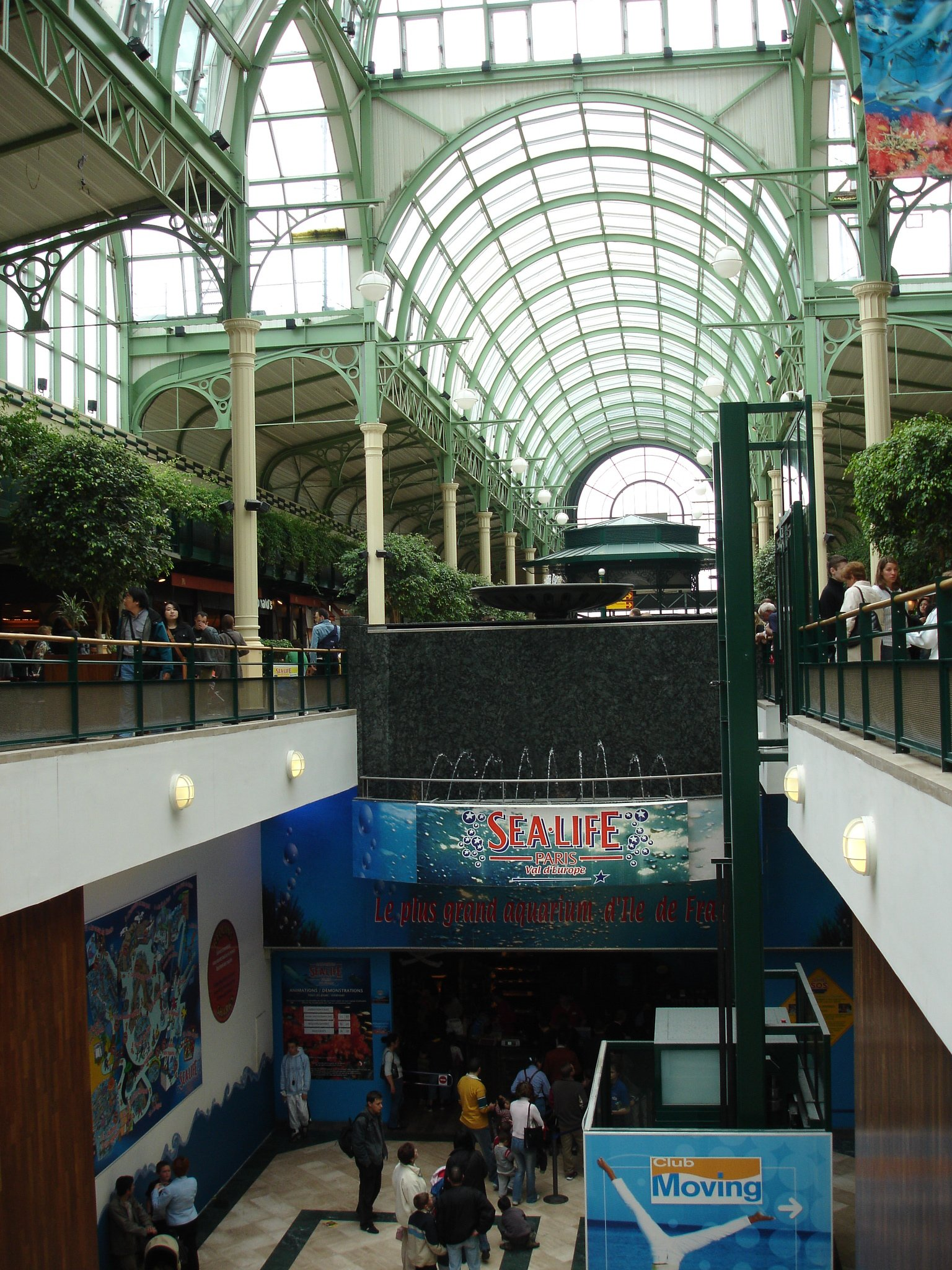
Le quartier des Terrasses et l'entrée du Sea Life.

Créé et géré par le groupe Klépierre, le centre commercial Val d'Europe est la pièce maitresse et la première construction du nouveau quartier du centre urbain, qui a été développé autour par la suite. Il a ouvert le 25 octobre 2000 et comprend un hypermarché Auchan d'environ 16 000 m2 sur deux niveaux, dont un consacré à l'alimentation sur 2 500 m2, ainsi qu'une galerie couverte regroupant quelque 140 boutiques pour un total de 98 400 m2 de surface commerciale.
À l'extrémité de cette galerie est proposé un pôle de restauration nommé Les Terrasses, abritant plusieurs restaurants ouverts sept jours sur sept. Au cœur des Terrasses se trouve l'entrée d'un aquarium située en sous-sol, le Sea Life Paris Val d'Europe. Ce parc est consacré à la défense de la faune et de la flore marines.
Dans la continuité de la galerie, de l'autre côté du pôle de restauration, se trouve un espace commercial indépendant, extérieur et non couvert, nommé La Vallée Village. Créée et exploitée par l'entreprise britannique Value Retail, La Vallée Village accueille, dans une architecture briarde idéalisée, 120 enseignes de grandes marques à prix dégriffés et quelques rares lieux de restauration rapide ainsi qu'une boutique de macarons Pierre Hermé.
Plusieurs enseignes de renom en matière d'équipement et de décoration de la maison, de moyenne et grande surface, sont attenants au centre commercial.
En 2016, le centre commercial Val d'Europe sera agrandi de 17 000 m2 et accueillera 29 boutiques supplémentaires dont une enseigne Primark de 7 400 m2. Son parking se verra également agrandi de 1 000 places supplémentaires (l'ouverture de l'extension aura lieu au printemps 2017 et le parking fin 2017).
L'accès au centre commercial peut s'effectuer directement depuis la sortie no 12.1 de l'autoroute A4.

### Zone touristique internationale
Une zone touristique internationale (ZTI), dans laquelle les commerces de détail peuvent déroger au repos dominical des salariés, a été délimitée sur une partie du territoire de la commune de Serris (le centre commercial, les voies routières l'entourant, ainsi que les voies entourant l'hôtel de ville) par un arrêté du 5 février 2016.

## Équipements

### Santé
Val d'Europe dépend du centre hospitalier de Marne-la-Vallée qui a ouvert fin 2012. Il se situe sur la commune de Jossigny, dans le Val de Bussy (secteur III), tout près du quartier du centre urbain du Val d'Europe. Il a été construit en complément de l'ancien centre hospitalier de Lagny - Marne-la-Vallée, datant des années 1970. L'ensemble des services de l'ancien hôpital a été transféré, à l'exception de l'établissement d'hébergement pour personnes âgées dépendantes (EHPAD) et les activités ambulatoires de pédopsychiatrie qui restent sur la commune de Lagny. Ce nouveau centre dispose de 460 lits, contre 335 auparavant, et fait partie du groupement des hôpitaux de Marne-la-Vallée, Meaux, Coulommiers et Jouarre.
Il est accessible en voiture par la route départementale 231, au niveau de la sortie no 13 de l'autoroute A4 ; à pied depuis la station RER de Val d'Europe - Serris-Montévrain. Il est également desservi par les lignes du réseau de bus Marne-la-Vallée no 22, 42 et 44.
La commune de Coupvray accueille quant à elle le centre d'action médico-sociale précoce, destiné aux jeunes enfants handicapés et à leurs parents.

### Transports
Le secteur est desservi par deux gares sur la ligne A du RER d'Île-de-France, dont l'une est accolée à une gare de TGV, sur la ligne à grande vitesse de l'interconnexion Est et desservie par Eurostar :
- Marne-la-Vallée — Chessy, composée d'une gare du RER, et d'une gare de TGV. La partie RER et le prolongement de cette ligne depuis Torcy ont été financés par la région, inaugurés le 31 mars 1992[27] et mis en service le lendemain[28] ; la partie TGV a été subventionnée par l'État français et mise en service le 19 mai 1994[27]. Cet ensemble se situe au cœur du complexe touristique de Disneyland Paris et est complété de deux gares routières et de deux parkings couverts.
- Serris-Montévrain — Val d'Europe est une gare du RER ouverte le 14 avril 2001[29] puis inaugurée le 8 juin 2001[29],[30]. Elle dessert le quartier du centre et se trouve tout près du centre commercial, sur la place d'Ariane.

Le centre urbain, les bourgs et la gare TGV sont aussi desservis par de nombreuses lignes de bus issues des réseaux Marne-la-Vallée, Meaux et Ourcq, Brie et 2 Morin, Provinois - Brie et Seine et la nuit par le Noctilien.
Enfin, il est possible d'accéder au Val d'Europe par autoroute :
- A4 - sorties no  12.1,  13 et  14

Un port fluvial de 80 anneaux, accompagné de commerces et de services, est également à l'étude dans la commune de Coupvray, sur le canal de Meaux à Chalifert. La mise en chantier de ce projet est espérée pour 2020.
Par ailleurs, au nord de Val d'Europe, se trouve la gare d'Esbly, sur la ligne de Paris-Est à Strasbourg-Ville. Elle est desservie par la ligne P du Transilien. Elle se trouve sur la commune d'Esbly, qui fait partie de Val d'Europe Agglomération, et à proximité du bassin de Coupvray.

### Éducation
Le secteur dispose de nombreux établissements scolaires, parmi lesquels se trouvent seize écoles maternelles et dix-sept écoles élémentaires et quatre collèges, répartis entre le centre urbain et les hameaux. Le lycée Émilie du Châtelet, ouvert en 2010 à Serris et d'une capacité de 1 200 élèves, propose des sections internationales.
Un centre scolaire d'enseignement privé catholique, comprenant une école maternelle, une école élémentaire, un collège et un lycée, totalisant près de 1 200 élèves, devrait ouvrir avec le centre ecclésial Saint-Colomban à partir de 2022,.
Lancé en 2002, le pôle universitaire accueille 1 400 étudiants. Il est rattaché à l'université Paris-Est-Marne-la-Vallée et comprend notamment l'institut francilien d'ingénierie des services (IFIS). Son développement prévoit à terme un campus de 10 000 étudiants. Ce pôle comprend plusieurs filières en rapport avec l'économie propre au secteur, telles que : 
- Ingénierie de la santé, protection et économie sociales
- Management, ingénierie des services aux entreprises
- Management et ingénierie du tourisme
- Qualité, sécurité et environnement
- Intelligence stratégique, information communication.

Situé au rez-de-chaussée du pôle universitaire, le conservatoire national des arts et métiers (CNAM) accueille des adultes en formation continue et dispense diverses formations avec validation des acquis professionnels, dans les branches telles que les multimédia et la communication, mais aussi les langues, la gestion et la comptabilité. Ces cours peuvent être pris sur place ou par correspondance.

### Sport
Le quartier du centre est pauvre en équipements sportifs. Pour la plupart il s'agit d'équipements de proximité, répartis dans les bourgs. Dans les communes de la communauté d'agglomération, ces équipements sont développés par la CA puis rétrocédés aux communes respectives, à l'exception des équipements d'intérêts communautaires. Ainsi, le complexe tennistique intercommunal, à Bailly-Romainvilliers, reste la propriété de la CA, tout comme le centre aquatique du Val d'Europe, également sur la commune de Bailly-Romainvilliers et dont la gestion a été confiée à la société Carilis.
Le centre aquatique du Val d'Europe, situé dans la ville de Bailly-Romainvilliers, s'étend sur 3 500 m2 et propose un bassin sportif de huit couloirs de nage de 525 m2, un bassin de loisirs de 250 m2, un toboggan de 26 mètres et son bassin, un bassin ludique pour les enfants et une pataugeoire pour les tout-petits, ainsi qu'une plage de 1 000 m2 en extérieur.
Le centre dispose également d'un espace de remise équipé de hammam, sauna, jacuzzi et douches de massage, ainsi que d'un bassin consacré à l'hydrothérapie.
Les bourgs disposent de gymnases et autres complexes sportifs, proposant des activités telles que des sports collectifs comme le football ou le basket-ball, des terrains de tennis, des salles de danse, des pistes de patinage à roulettes et de skateboard, du tir à l'arc, de l'escalade et de l'escrime, etc.

## Style architectural

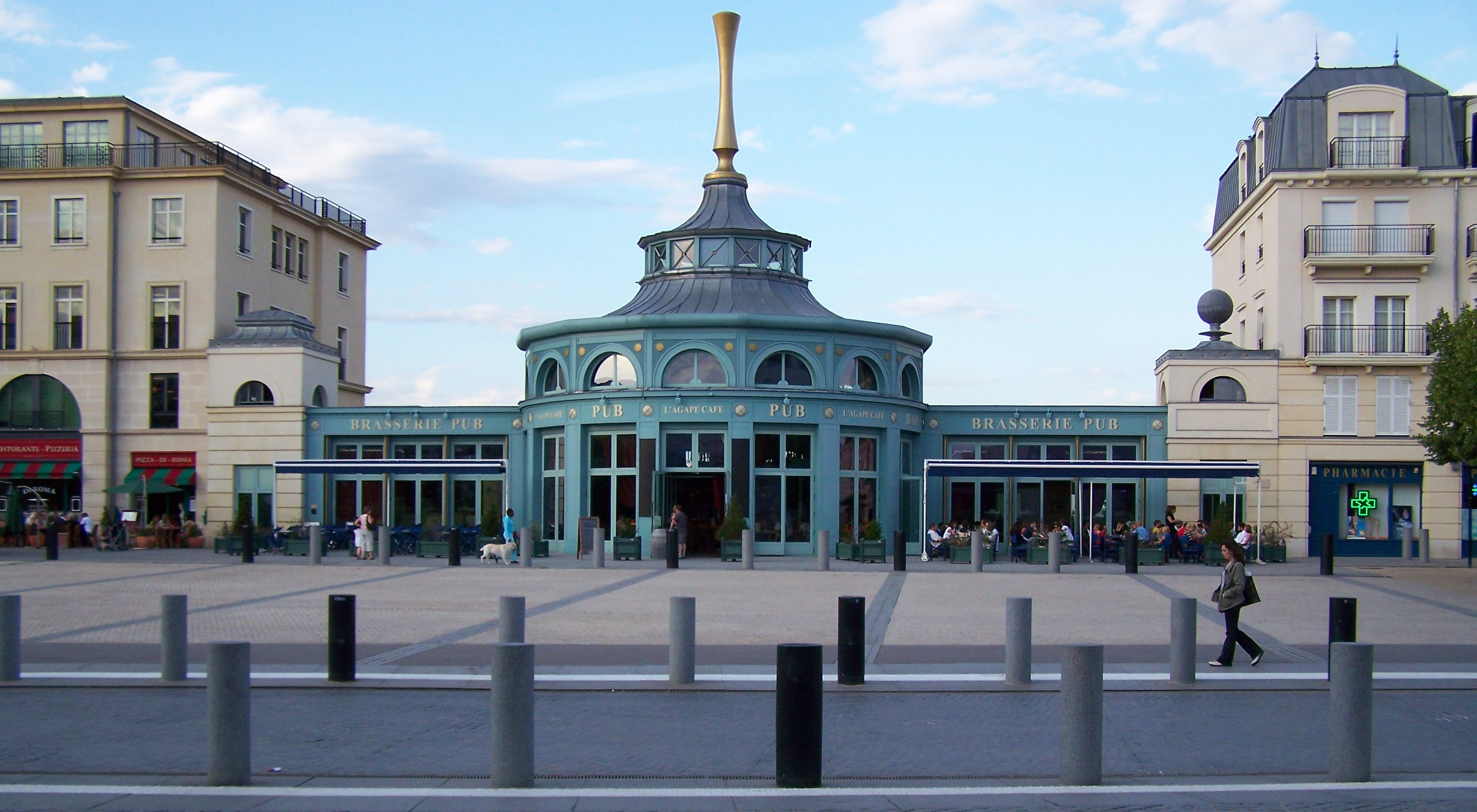
Place d'Ariane, quartier du centre.

Les styles architecturaux des bâtiments sont d'inspiration « néo-traditionnelle » (Haussmann, Baltard voire proche de certaines architectures londoniennes que l'on retrouve aussi dans l'ouest parisien). Ces inspirations sont sujettes à de nombreux débats.
Valérie Vautier et Véronique Wild dans une étude ethnologique baptisée L'Oasis urbaine. Disney bâtisseur aux portes de Paris (Val d'Europe) écrivent :

« Avec le style « néo », l'image est privilégiée au détriment de la fonctionnalité des bâtiments pour donner naissance à un décor urbain sans réelle profondeur. La référence aux fermes briardes dans le village de Serris en est un bon exemple : cette forme architecturale ne fait qu’évoquer la vie rurale. La fonction d’économie agricole qui est naturellement accordée à ces structures fermières est ici totalement oubliée. De la même manière, la référence au Paris d'Haussmann pour les édifices de la place du centre-ville n’a de sens qu’en tant que évocation de la bourgeoisie et perd sa valeur originelle en lien avec le système de classe qui avait cours au XIXe siècle. Nous sommes ainsi en présence à Val d'Europe d’une tendance à privilégier l’aspect formel sur celui plus fonctionnel des bâtiments. En conséquence, la prédilection accordée au signifiant plutôt qu’au signifié — ou au médium plutôt qu’au message — s’inscrirait à contre-courant du mouvement moderne qui préconise au contraire une conformité entre les deux niveaux d’une construction architecturale. »

L'urbanisme expérimenté à Val d'Europe est en étroite filiation avec un courant appelé Nouvel urbanisme qui se développe aux États-Unis où il s'agit de construire des villes selon un schéma « traditionnel », c’est-à-dire antérieur aux années 1940.

## Culture et patrimoine

### Culture

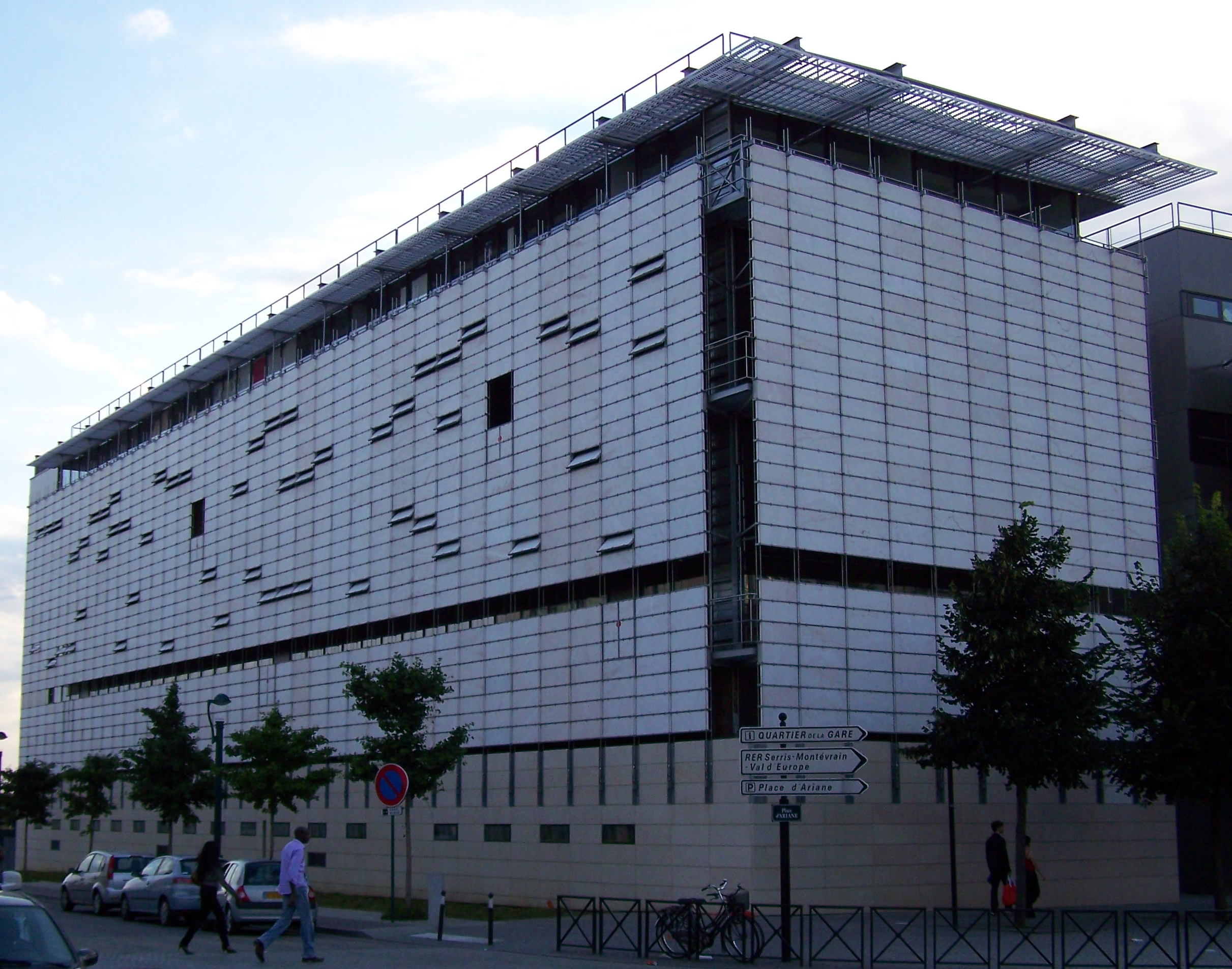
Médiathèque du centre.

Dans les communes de la communauté d'agglomération, chaque commune dispose de ses propres centres culturels ou bibliothèques. Il existe aussi des équipements d'intérêt communautaire sous compétence de la CA, comme le réseau des médiathèques du Val d'Europe, dont la plus importante, conçue par l'architecte Paul Chemetov et ouverte en 2006, se trouve dans le quartier du centre. C'est également le cas de la salle de spectacle File 7 qui se trouve dans le bourg de Magny-le-Hongre.
Scène de musiques actuelles - File 7 est un ensemble axé sur le monde la musique, ouvert en 2002. Grâce à sa salle de concert, son studio d'enregistrement, sa librairie spécialisée et son café, il propose des concerts et spectacles, mais aussi des animations culturelles, des rencontres, et des expositions,
Au niveau local, on trouve quatre centres culturels importants, installés dans des anciens édifices réhabilités, :
- La Ferme des Communes, à Serris est équipée d'une salle de spectacle de 250 places assises, d'une école de musique et une maison des jeunes. La maison des Arts quant à elle propose neuf salles de musique[60].
- La Ferme Corsange, à Bailly-Romainvilliers, abrite un auditorium de 235 places et propose des activités diverses parmi lesquelles la musique, la danse, le cinéma, le théâtre et autres spectacles, mais aussi une ludothèque associative[61].
- La Ferme Sainte-Geneviève, à Magny-le-Hongre est le siège de l'association café-musiques, gérante du complexe File 7.
- La Ferme du château, à Coupvray, un centre culturel qui comprend la salle de spectacles L’Atmosphère.

Chacun de ces centres accueille l'une des médiathèques de proximité du réseau des médiathèques du Val d'Europe, auxquelles s'ajoute la médiathèque du prieuré à Chessy. Une cinquième médiathèque de proximité est en projet à Coupvray.
Outre des projections cinématographiques organisées dans les centres culturels, Val d'Europe dispose d'un cinéma multiplexe Gaumont de seize salles situé au Disney Village, près de la gare de Marne-la-Vallée - Chessy. Un projet d'espace culturel de 800 m2 consacré au cinéma d'art et d'essai, est également prévu. Il sera installé au cœur du bâtiment Le Plazza, inauguré en 2015 et situé sur la place d'Ariane, dans le centre urbain.

### Patrimoine civil

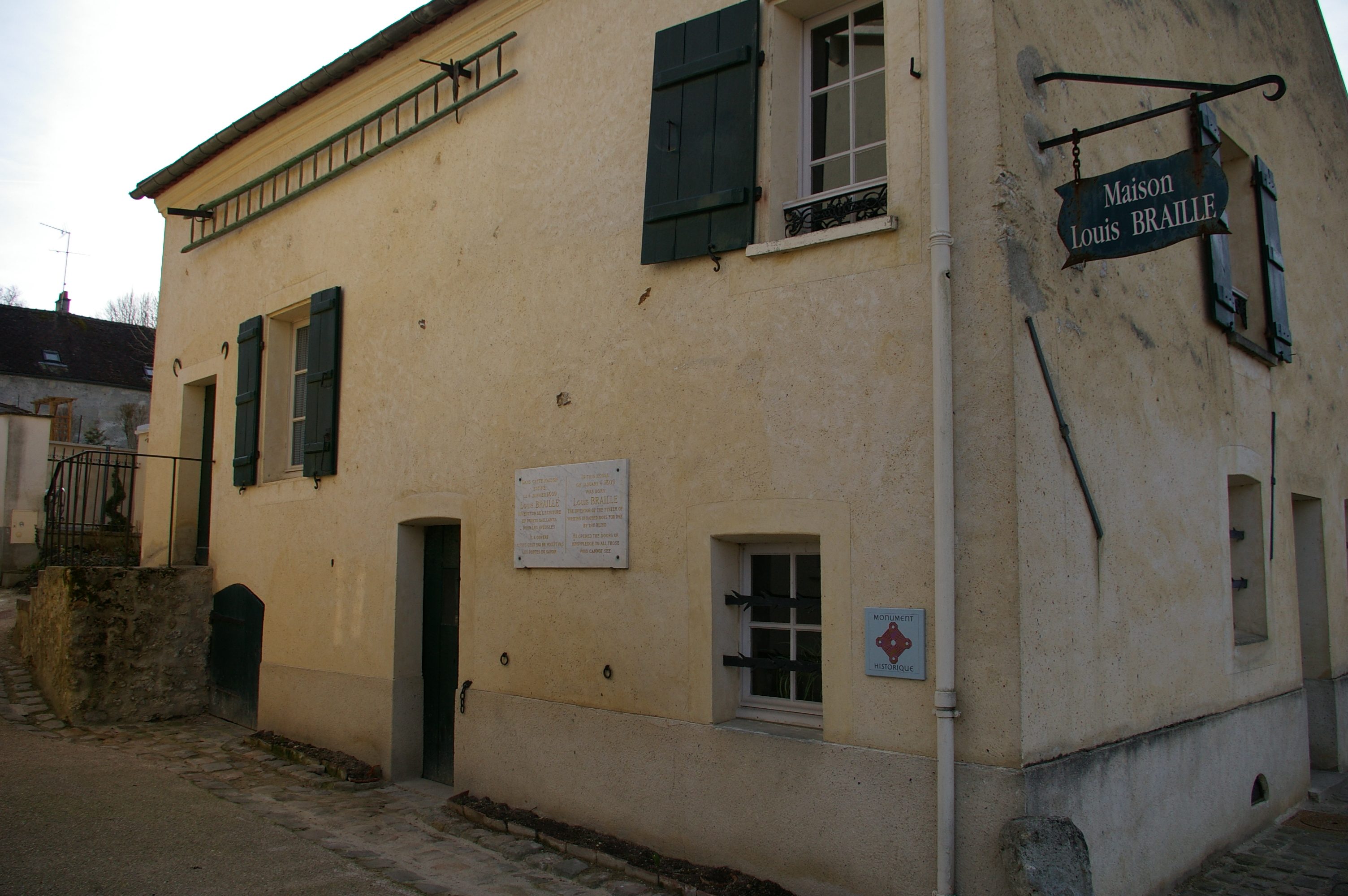
Maison Louis Braille à Coupvray.

Le territoire du Val d'Europe abrite quelques monuments et sites historiques, parmi lesquels on peut citer le château de Chessy, un château du XVIe siècle devenu le siège de Val d'Europe Agglomération. Également sur la commune de Chessy, se trouve le jardin de sculptures de la Dhuys, créé par Jacques Servières depuis 1987, et situé au bord de la Marne.
La maison natale de Louis Braille se trouve dans le bourg de Coupvray, rue Louis Braille. La commune, qui en est propriétaire, ainsi que le comité Louis Braille et l'organisation mondiale des aveugles gèrent ensemble cette maison, transformée en musée en 1956 et classée aux monuments historiques. Elle a reçu le label « Maisons des Illustres ». C'est aussi à Coupvray que se trouve le parc et les ruines du château des Rohan, ainsi que la grande ferme, sur l'ancien fief féodal de Maulny.
Le hameau historique de Bailly, sur la commune Bailly-Romainvilliers, est séparé du bourg se trouvant de l'autre côté de la bretelle autoroutière. On y trouve les vestiges d'un château du XIVe siècle, dont un donjon, ainsi qu'une église et deux fermes.
À voir également, les lavoirs restaurés de Chessy et Couprvay, ainsi que le lavoir Sainte-Geneviève, dit « surnaturel », de Magny-le-Hongre, alimenté par l'eau d'une fontaine à laquelle on prêtait autrefois des pouvoirs purificateurs, ainsi que les lavoirs de Coupvray.

### Patrimoine religieux

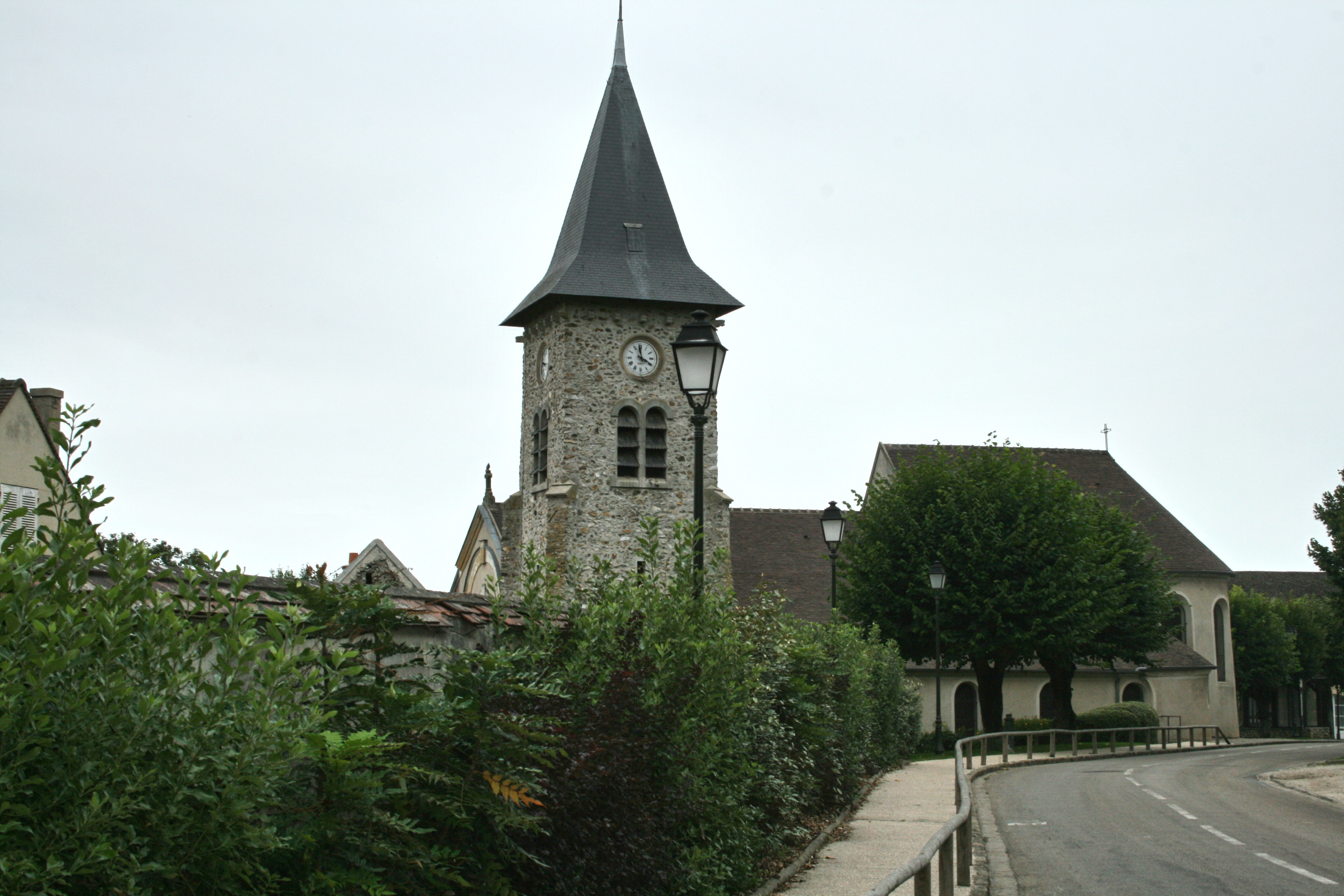
Église Saint-Pierre de Coupvray.

Il existe six églises, réparties dans les villages et bourgs historiques du Val d'Europe.
- L'église Notre-Dame de l'Assomption, dans le hameau historique de Bailly à Bailly-Romainvilliers, construite entre le XIIIe siècle et le XVe siècle[71],[73].
- L'église Saint-Pierre à Coupvray, datant du XVIe siècle[74].
- L'église Sainte-Geneviève à Magny-le-Hongre, datant du XIe siècle et plusieurs fois modifiée[72].
- L'église Saint-Nicolas à Chessy, datant des XVIIe siècle[75] et XVIIIe siècle.
- L'église Saint-Michel de Serris, consacrée le 6 octobre 1963[76], construite sur l'emplacement de l'ancienne église médiévale[77], qui avait été détruite dans les années 1940[78].
- L'église Notre-Dame de la Nativité à Villeneuve-le-Comte, datant du XIIIe siècle[79].

## Cultes
Les six églises précédemment référencées, ainsi que celles de Chalifert, Coutevroult, Jossigny, Neufmoutiers-en-Brie et Villeneuve-Saint-Denis, font partie de la paroisse catholique Saint Colomban, (diocèse de Meaux).
Pour répondre à la demande liée à la croissance démographique du secteur, la paroisse a obtenu l'accord d'EpaFrance, de l'intercommunalité et de Disney pour la construction d'un nouvel édifice religieux dans le quartier du centre urbain. Le centre ecclésial Saint-Colomban, comprenant une église et un auditorium d'une capacité totale de 800 places, ainsi qu'une maison paroissiale, des salles de réunions et un presbytère, est cofinancé par les Chantiers du Cardinal. Il devrait voir le jour d'ici 2022.
Un centre scolaire d'enseignement privé catholique sera accolé au centre ecclésial. Il comprendra une école maternelle, une école élémentaire, un collège et un lycée, pour un total de près de 1 200 élèves. Il devrait ouvrir à partir de 2022,.